# 佐藤雅子 (エッセイスト)
佐藤 雅子（さとう まさこ、1909年（明治42年） - 1977年（昭和52年）2月28日）は、日本の料理研究家、エッセイスト。
1909年（明治42年）、東京・小石川生まれ。父は海軍軍人の竹内寛（最終階級は海軍少将）。
東京府立第二高等女学校（現在の東京都立竹早高等学校）を卒業。1931年（昭和6年）、内務官僚であった佐藤達夫（のち法制局長官、人事院総裁）と結婚。
昭和40年代から50年代にかけて、主婦業のかたわら、雑誌「ミセス」でモデルとなるとともに、料理や四季折々の暮らしを紹介、また講演活動も行った。「カリスマ主婦」のはしりとも評される。著述の内容は、生家や婚家で伝えられた日本式・西洋式の料理のレシピや、家事の工夫や知恵、家族との思い出など多岐にわたる。
多趣味でもあり、彫金、木彫などは「しろうとの域を脱する」腕前であったという。
没後40年以上経った2016年6月27日、NHKテレビ「グレーテルのかまど」で元祖カリスマ主婦としてその暮らしぶりが紹介され、著書から「夏みかんプディング」と「夏みかんマーマレード」のレシピが再現された。

## 著書
- 『私の保存食ノート』（文化出版局、1971年）　ISBN 978-4579203574
- 『私の洋風料理ノート』（文化出版局、1973年）　ISBN 978-4835449159
- 『季節のうた』（文化出版局、1976年）　ISBN 978-4579303915
  - （河出書房新社〔河出文庫〕、2014年）　ISBN 978-4309412917

## 親族
- 佐藤達夫 - 夫
- 佐藤孝三郎 - 舅。内務官僚